# 丸山城 (因幡国邑美郡)
丸山城（まるやまじょう）は、鳥取県鳥取市丸山にあった日本の城。久松山の北西に位置する独立丘陵上に鳥取城の出城として築かれ、天正9年（1581年）の豊臣秀吉の鳥取城攻撃の際には毛利方の重要な拠点となった。

## 概要
標高80m程の独立丘陵頂部に位置し、頂部には土塁を巡らした主郭が置かれている。主郭の南西部にも曲輪群が存在する。標高こそ低い小丘だが、丘の周囲は切り立った急崖であり、かつ山麓には千代川と袋川が流れており、天正当時は城の周りは湿地帯であったことも考えられるため、天然の堅固な要害であったことが推察される。現在、付近では開発が進み、当時の面影は失われつつある。

## 歴史
天正9年（1581年）、吉川経家によって築城された（天正年間の初めとする説も存在する）。山麓を流れる袋川を利用した物資運搬がなされ、毛利方の重要な武器弾薬・食料の補給基地として重要視された。秀吉の鳥取城攻めの際には奈佐日本之介、佐々木三郎左衛門らが城将として入城し、兵糧攻めが行われている最中も絶えず物資補給を行ったが、港のある賀露周辺の海上封鎖が強化されたうえ、補給路の中間地点にある雁金山城が宮部継潤によって落城させられ、完全に鳥取城との連絡を絶たれた。雁金落城後は雁金城番であった塩冶高清も加わり、度々秀吉方の攻撃を退けるなど奮戦したが、天正9年10月、城内の兵士らの飢えと疲労を考慮した吉川経家が鳥取開城を申し入れ、10月24日、丸山城も遂に開城を余儀なくされた。城を守った奈佐・塩冶・佐々木氏は吉川経家から再三、助命するよう嘆願されていたが、秀吉の命により、周辺を荒らした海賊・山賊という罪によって自刃させられた。西側の山麓には自刃した城将を祀る石碑が建立されている。

## 備考
- 因幡国邑美郡には、もう一つ「丸山城」があった。こちらは現在の鳥取市河原町山一木にあり、天正8年（1580年）の羽柴秀吉による第一次鳥取城攻めの際に本陣がおかれたとされる城である。現在は公園として整備されており、「河原城」と呼称されている。別項を立てて詳述する。